# Lista de normas IEC
Para distinguir as normas publicadas pela International Electrotechnical Commission numericamente a partir de outro padrão internacional, sua gama de números foi substituida em 1997, pela adição de 60000. Então, o que costumava ser chamado de IEC 27 é agora oficialmente IEC 60027, e assim por diante. No entanto, os números antigos permanecem mais usados. A série 60000 de normas também são encontrados precedido por EN para indicar as normas IEC como normas europeias harmonizadas; por exemplo IEC 60034 seria EN 60034. Normas IEC também estão sendo adotadas como normas harmonizadas por outros organismos de certificação como a BSI (Grã-Bretanha), CSA (Canadá), UL (E.U.A.) e SABS (África do Sul). As normas IEC harmonizados por outros organismos de certificação têm, algumas diferenças notadas a partir do padrão IEC original. 